# Mellem himmel & helvede
|  | Denne artikel er oprettet af botten Steenthbot ud fra en ekstern database. Den kan derfor have sproglige fejl eller mangler. Denne skabelon kan fjernes efter kontrol af indholdet. |

Mellem himmel & helvede er en dansk børnefilm fra 2015 instrueret af Søren Grau.

## Handling
Thomas og Nikolai har ikke set hinanden, siden de boede sammen med deres forældre på godset i den lille provins ude på landet. Tyve år senere mødes de igen efter at have modtaget nyheden om deres fars bortgang. På dødslejet giver faderens advokat brødrene et brev hver, som viser sig at have en stor slagkraft på dem begge. Hvad der blot skulle have været en underskrift fra begge parter, viser sig at blive en kollisionskurs mod fortiden og en følgeskade, der rammer dem hårdt og brutalt. Fortidens fortrængte minder bryder frem fra de dunkle skygger, og helvede viser sig fra sin værste side.

## Medvirkende
- Mads Kruse, Thomas
- Hans Christian Schrøder Jensen, Nikolai
- Sune Kofoed, Advokat
- Lasse Krintel Due Torp, Thomas (11 år)
- Valdemar Duval Robson, Nikolai (7år)
- Anina Karma Kjeldsen, Rebecca
- Henrik Nielsen, Tjener
- Kaj Pedersen, Far